# Gasoline Gus
Gasoline Gus er en amerikansk stumfilm fra 1921 af James Cruze.

## Medvirkende
- Roscoe 'Fatty' Arbuckle som Gasoline Gus
- Lila Lee som Sal Jo Banty
- Charles Ogle som Nate Newberry
- Theodore Lorch som Dry Check Charlie
- Wilton Taylor som Judge Shortridge
- Knute Erickson som 'Scrap Iron' Swenson
- Fred Huntley